# Ехсан Хаджсафі
Ехсан Хаджсафі (перс. احسان حاج صفی, нар. 25 лютого 1990, Кашан) — іранський футболіст, захисник грецького клубу АЕК (Афіни) та національної збірної Ірану.

## Клубна кар'єра
Народився 25 лютого 1990 року в місті Кашан. У 2000 році він став грати в молодіжній команді клубу «Зоб Ахан», а в 2006 році змінив його на «Сепахан». Головний тренер клубу Лука Боначич примітив Ехсана, коли той грав за молодіжну команду, і перевів його в першу команду. З 2007 року Хаджсафі став грати в основному складі «Сепахана». У сезоні 2006/07 він зіграв 8 матчів у чемпіонаті Ірану, а в сезоні 2007/08 — вже 32 гри, в яких забив 6 голів. Крім того, він в стартовому складі виходив на обидва матчі «Сепахана» на клубному чемпіонаті світу 2007 року.
Протягом чотирьох сезонів поспіль Хаджсафі був основним гравцем «Сепахана», двічі, в сезонах 2009/10 та 2010/11, разом з командою ставав чемпіоном Ірану. У 2009 році сайт Goal.com назвав Ехсана найперспективнішим футболістом Азії. Влітку 2011 року Хаджсафі відправився в оренду в клуб «Трактор Сазі» слідом за тренером Аміром Галеної, під керівництвом якого грав два попередніх роки в «Сепахані». У сезоні 2011/12 «Трактор» зайняв друге місце в чемпіонаті Ірану, показавши кращий результат у своїй історії. У наступному сезоні він повторив це досягнення, але Хаджсафі у середині сезону повернувся в «Сепахан».
У сезоні 2012/13 Хаджсафі виграв з «Сепаханом» Кубок Хазфі, а по закінченні сезону уклав з клубом новий контракт на два роки. У серпні 2014 року придбати іранця намагався англійський «Фулгем», однак перехід в підсумку не відбувся. Після цього Хаджсафі провів ще один сезон у складі «Сепахана» і в третій раз допоміг клубу виграти національний чемпіонат.
30 серпня 2015 року Хаджсафі перейшов в клуб Другої Бундесліги «Франкфурт», з яким уклав контракт на два роки. Також до гравця виявляв інтерес німецький «Бохум». У сезоні 2015/16 іранець зіграв за «Франкфурт» 28 матчів і забив два голи, але за підсумками сезону його клуб вилетів у Третю Бундеслігу, після чого контракт Хаджсафі був анульований.
В липні 2016 року Ехсан повернувся в «Сепахан», уклавши з клубом річний контракт.
У червні 2017 року Хаджсафі уклав контракт з грецьким «Паніоніосом», з яким вів переговори і за рік до цього, але тоді клуб мав фінансові проблеми, і перехід не відбувся. У липні Ехсан дебютував у єврокубках, зігравши три матчі у Лізі Європи УЄФА. У першій половині чемпіонату Греції він зіграв 14 матчів, в яких забив 1 гол.
2 січня 2018 року Хаджсафі перейшов в «Олімпіакос» з Пірея за 600 тис. євро. Особистий контракт іранця був укладений на три з половиною роки. За півроку відіграв за клуб з Пірея 6 матчів в національному чемпіонаті.
А вже на початку вересня того ж 2018 року повернувся на батьківщину, ставши гравцем клубу «Трактор Сазі».

## Виступи за збірні
У 2005 році Хаджсафі дебютував у складі юнацької збірної Ірану, взяв участь у 6 іграх на юнацькому рівні, відзначившись 2 забитими голами.
Протягом 2007—2011 років залучався до складу молодіжної збірної Ірану. На молодіжному рівні зіграв у 20 офіційних матчах, забив 3 голи. У складі молодіжної збірної Хаджсафі брав участь у футбольному турнірі Азійських ігор 2010 року, в якому іранці зайняли четверте місце. Всього на молодіжному рівні Ехсан зіграв у 20 офіційних матчах, забив 3 голи.
25 травня 2008 року 18-річний Хаджсафі дебютував у складі національної збірної Ірану в товариському матчі з Замбією, в якому він віддав дві гольові передачі і допоміг своїй команді здобути перемогу з рахунком 3:2. 11 серпня 2008 року Хаджсафі забив перший гол за збірну. Це сталося в матчі чемпіонату Федерації футболу Західної Азії проти збірної Катару, який завершився перемогою Ірану з рахунком 6:1. У фіналі турніру збірна Ірану також здобула перемогу.
Хаджсафі грав за збірну Ірану на Кубку Азії 2011 року, що проходив у Катарі. Іранці дійшли до стадії чвертьфіналу, де поступилися збірній Південної Кореї. Ехсан взяв участь у всіх чотирьох матчах своєї збірної на турнірі.

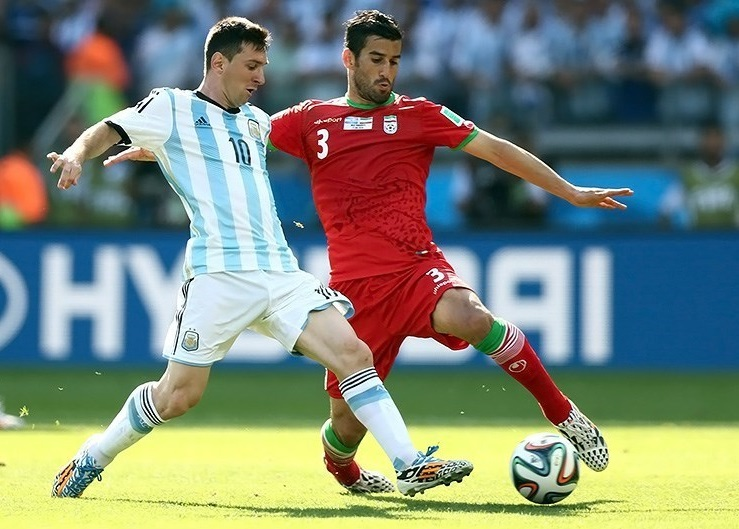
Хаджсафі проти Ліонеля Мессі на чемпіонаті світу 2014 року

У червні 2014 року головний тренер збірної Ірану Карлуш Кейрош включив Хаджсафі в заявку на чемпіонат світу, що проходив у Бразилії. На турнірі Ехсан був гравцем основного складу своєї команди і взяв участь у всіх трьох матчах групового етапу. Незважаючи на невдалий виступ збірної Ірану, яка набрала одне очко і зайняла останнє місце в своїй групі, Хаджсафі добре проявив себе в матчі з командою Аргентини, яка дійшла в результаті до фіналу.
На Кубку Азії 2015 року, що проходив в Австралії, Хаджсафі взяв участь у двох матчах групового турніру і в чвертьфінальному матчі проти збірної Іраку, в якому іранці поступилися в серії пенальті. Свій пенальті Ехсан не забив. На турнірі він відзначився одним забитим голом в матчі групового турніру проти збірної Бахрейну, який команда Ірану виграла з рахунком 2:0.
У серпні 2017 року федерація футболу Ірану довічно відсторонила Хаджсафі від виступів за національну збірну за те, що він зіграв у матчі Ліги Європи проти ізраїльського клубу «Маккабі» (Тель-Авів). Іран забороняє своїм спортсменам змагатись з ізраїльтянами, оскільки не визнає державу Ізраїль. У тому ж місяці Хаджсафі через соціальні мережі приніс вибачення за інцидент, після чого федерація футболу дозволила йому повернутися в збірну Ірану.
На чемпіонаті світу 2018 року у Росії Хаджсафі взяв участь у всіх трьох матчах іранської збірної на турнірі.
| Дата       | Місто                    | Господарі            | Результат          | Гості             | Турнір                                  | Голи | Примітки     |
| ---------- | ------------------------ | -------------------- | ------------------ | ----------------- | --------------------------------------- | ---- | ------------ |
| 25-5-2008  | Тегеран                  | Іран                 | 3 – 2              | Замбія            | товариський матч                        | -    | 69'          |
| 2-6-2008   | Тегеран                  | Іран                 | 0 – 0              | ОАЕ               | Відбір до ЧС 2010                       | -    | 39'          |
| 7-6-2008   | Дубай (місто)            | ОАЕ                  | 0 – 1              | Іран              | Відбір до ЧС 2010                       | -    | 73'          |
| 7-8-2008   | Тебриз                   | Іран                 | 3 – 0              | Палестина         | Чемпіонат Західної Азії 2008 - 1-й етап | -    | 60'          |
| 11-8-2008  | Тебриз                   | Іран                 | 6 – 1              | Катар             | Чемпіонат Західної Азії 2008 - 1-й етап | 1    |              |
| 13-8-2008  | Тебриз                   | Іран                 | 2 – 0              | Сирія             | Чемпіонат Західної Азії 2008 - півфінал | -    | 56' 61'      |
| 15-8-2008  | Тегеран                  | Іран                 | 2 – 1              | Йорданія          | Чемпіонат Західної Азії 2008 - фінал    | -    |              |
| 27-8-2008  | Тегеран                  | Іран                 | 1 – 0              | Азербайджан       | товариський матч                        | -    | 73'          |
| 17-12-2008 | Маскат                   | Іран                 | 0 – 1              | Еквадор           | товариський матч                        | -    |              |
| 9-1-2009   | Тегеран                  | Іран                 | 3 – 1              | КНР               | товариський матч                        | -    | 60'          |
| 23-3-2009  | Ель-Кувейт               | Кувейт               | 0 – 1              | Іран              | товариський матч                        | -    | 69'          |
| 1-4-2009   | Тегеран                  | Іран                 | 1 – 1              | Сенегал           | товариський матч                        | -    | 46'          |
| 1-6-2009   | Ціньхуандао              | КНР                  | 1 – 0              | Іран              | товариський матч                        | -    | 46'          |
| 31-8-2009  | Ріффа                    | Бахрейн              | 4 – 2              | Іран              | товариський матч                        | -    | 46'          |
| 5-9-2009   | Ташкент                  | Узбекистан           | 0 – 0              | Іран              | товариський матч                        | -    |              |
| 10-11-2009 | Тегеран                  | Іран                 | 1 – 0              | Ісландія          | товариський матч                        | -    | 73'          |
| 14-11-2009 | Тегеран                  | Іран                 | 1 – 0              | Йорданія          | Відбір до Кубка Азії 2011               | -    |              |
| 22-11-2009 | Амман                    | Йорданія             | 1 – 0              | Іран              | Відбір до Кубка Азії 2011               | -    |              |
| 28-12-2009 | Доха                     | Катар                | 3 – 2              | Іран              | товариський матч                        | 1    |              |
| 2-1-2010   | Доха                     | Північна Корея       | 0 – 1              | Іран              | товариський матч                        | -    | 80'          |
| 6-1-2010   | Сінгапур                 | Сінгапур             | 1 – 3              | Іран              | Відбір до Кубка Азії 2011               | -    |              |
| 3-3-2010   | Тегеран                  | Іран                 | 1 – 0              | Таїланд           | Відбір до Кубка Азії 2011               | -    |              |
| 3-9-2010   | Чженчжоу                 | КНР                  | 0 – 2              | Іран              | товариський матч                        | -    | 76'          |
| 7-9-2010   | Сеул                     | Південна Корея       | 0 – 1              | Іран              | товариський матч                        | -    | 90+3'        |
| 24-9-2010  | Маскат                   | Бахрейн              | 3 – 0              | Іран              | Чемпіонат Західної Азії 2010            | -    | 77'          |
| 1-10-2010  | Амман                    | Іран                 | 2 – 1              | Ірак              | товариський матч                        | -    |              |
| 3-10-2010  | Амман                    | Іран                 | 1 – 2              | Кувейт            | товариський матч                        | -    |              |
| 7-10-2010  | Абу-Дабі                 | Бразилія             | 3 – 0              | Іран              | товариський матч                        | -    |              |
| 28-12-2010 | Доха                     | Катар                | 0 – 0              | Іран              | товариський матч                        | -    |              |
| 2-1-2011   | Тегеран                  | Іран                 | 1 – 0              | Ангола            | товариський матч                        | -    |              |
| 11-1-2011  | Ер-Райян (муніципалітет) | Ірак                 | 1 – 2              | Іран              | Кубок Азії 2011 - 1-й етап              | -    |              |
| 15-1-2011  | Доха                     | Іран                 | 1 – 0              | Північна Корея    | Кубок Азії 2011 - 1-й етап              | -    |              |
| 19-1-2011  | Доха                     | ОАЕ                  | 0 – 3              | Іран              | Кубок Азії 2011 - 1-й етап              | -    |              |
| 22-1-2011  | Доха                     | Іран                 | 0 – 1 д.ч.         | Південна Корея    | Кубок Азії 2011 - чвертьфінал           | -    |              |
| 9-2-2011   | Абу-Дабі                 | Іран                 | 1 – 0              | Росія             | товариський матч                        | -    |              |
| 17-7-2011  | Тегеран                  | Іран                 | 1 – 0              | Мадагаскар        | товариський матч                        | -    | 46'          |
| 23-7-2011  | Тегеран                  | Іран                 | 4 – 0              | Мальдіви          | Відбір до ЧС 2014                       | -    | 62'          |
| 2-9-2011   | Тегеран                  | Іран                 | 3 – 0              | Індонезія         | Відбір до ЧС 2014                       | -    | 65'          |
| 5-10-2011  | Тегеран                  | Іран                 | 7 – 0              | Палестина         | товариський матч                        | -    |              |
| 15-11-2011 | Джакарта                 | Індонезія            | 1 – 4              | Іран              | Відбір до ЧС 2014                       | -    |              |
| 23-2-2012  | Дубай (місто)            | Іран                 | 2 – 2              | Йорданія          | товариський матч                        | -    |              |
| 18-4-2012  | Тегеран                  | Іран                 | 2 – 0              | Мавританія        | товариський матч                        | -    |              |
| 2-5-2012   | Кередж                   | Іран                 | 3 – 0              | Мозамбік          | товариський матч                        | -    | 61'          |
| 27-5-2012  | Стамбул                  | Албанія              | 1 – 0              | Іран              | товариський матч                        | -    | 46'          |
| 3-6-2012   | Ташкент                  | Узбекистан           | 0 – 1              | Іран              | Відбір до ЧС 2014                       | -    | 61'          |
| 12-6-2012  | Тегеран                  | Іран                 | 0 – 0              | Катар             | Відбір до ЧС 2014                       | -    | 46'          |
| 15-8-2012  | Туніс (місто)            | Туніс                | 2 – 2              | Іран              | товариський матч                        | -    |              |
| 5-9-2012   | Амман                    | Іран                 | 0 – 0              | Йорданія          | товариський матч                        | -    | 46'          |
| 11-9-2012  | Бейрут                   | Ліван                | 1 – 0              | Іран              | Відбір до ЧС 2014                       | -    | 46'          |
| 6-11-2012  | Тегеран                  | Іран                 | 6 – 1              | Таджикистан       | товариський матч                        | -    | 46'          |
| 12-12-2012 | Ель-Кувейт               | Іран                 | 0 – 0              | Бахрейн           | Чемпіонат Західної Азії 2012            | -    | 40' 46'      |
| 26-3-2013  | Хаваллі                  | Кувейт               | 1 – 1              | Іран              | Відбір до Кубка Азії 2015               | -    | 66' 80'      |
| 22-5-2013  | Маскат                   | Оман                 | 3 – 1              | Іран              | товариський матч                        | -    |              |
| 11-6-2013  | Тегеран                  | Іран                 | 4 – 0              | Ліван             | Відбір до ЧС 2014                       | -    | 80'          |
| 18-6-2013  | Ульсан                   | Південна Корея       | 0 – 1              | Іран              | Відбір до ЧС 2014                       | -    | 83'          |
| 15-11-2013 | Бангкок                  | Таїланд              | 0 – 3              | Іран              | Відбір до Кубка Азії 2015               | -    | 90+5'        |
| 3-3-2014   | Кередж                   | Іран                 | 3 – 2              | Кувейт            | товариський матч                        | -    | 46'          |
| 5-3-2014   | Тегеран                  | Іран                 | 1 – 2              | Гвінея            | товариський матч                        | -    | 86'          |
| 18-5-2014  | Мінськ                   | Білорусь             | 0 – 0              | Іран              | товариський матч                        | -    | 83'          |
| 26-5-2014  | Подгориця                | Чорногорія           | 0 – 0              | Іран              | товариський матч                        | -    | 61'          |
| 30-5-2014  | Конакрі                  | Ангола               | 1 – 1              | Іран              | товариський матч                        | -    |              |
| 8-6-2014   | Сан-Паулу                | Іран                 | 2 – 0              | Тринідад і Тобаго | товариський матч                        | 1    |              |
| 16-6-2014  | Куритиба                 | Нігерія              | 0 – 0              | Іран              | ЧС 2014 - 1-й етап                      | -    |              |
| 21-6-2014  | Белу-Оризонті            | Аргентина            | 1 – 0              | Іран              | ЧС 2014 - 1-й етап                      | -    | 88'          |
| 25-6-2014  | Сальвадор                | Боснія і Герцеговина | 3 – 1              | Іран              | ЧС 2014 - 1-й етап                      | -    | 63'          |
| 18-11-2014 | Тегеран                  | Іран                 | 1 – 0              | Південна Корея    | товариський матч                        | -    |              |
| 11-1-2015  | Мельбурн                 | Іран                 | 2 – 0              | Бахрейн           | Кубок Азії 2015 - 1-й етап              | 1    | 22'          |
| 15-1-2015  | Сідней                   | Катар                | 0 – 1              | Іран              | Кубок Азії 2015 - 1-й етап              | -    |              |
| 23-1-2015  | Канберра                 | Іран                 | 3 – 3 (6 - 7 п.п.) | Ірак              | Кубок Азії 2015 - чвертьфінал           | -    |              |
| 11-6-2015  | Ташкент                  | Узбекистан           | 0 – 1              | Іран              | товариський матч                        | -    |              |
| 16-6-2015  | Ашгабат                  | Туркменістан         | 1 – 1              | Іран              | Відбір до ЧС 2018                       | -    |              |
| 3-9-2015   | Тегеран                  | Іран                 | 6 – 0              | Гуам              | Відбір до ЧС 2018                       | -    |              |
| 8-9-2015   | Нью-Делі                 | Індія                | 0 – 3              | Іран              | Відбір до ЧС 2018                       | -    |              |
| 8-10-2015  | Маскат                   | Оман                 | 1 – 1              | Іран              | Відбір до ЧС 2018                       | -    |              |
| 13-10-2015 | Тегеран                  | Іран                 | 1 – 1              | Японія            | товариський матч                        | -    |              |
| 12-11-2015 | Тегеран                  | Іран                 | 3 – 1              | Туркменістан      | Відбір до ЧС 2018                       | -    |              |
| 24-3-2016  | Тегеран                  | Іран                 | 4 – 0              | Індія             | Відбір до ЧС 2018                       | 2    | кап.         |
| 29-3-2016  | Тегеран                  | Іран                 | 2 – 0              | Оман              | Відбір до ЧС 2018                       | -    | 81'          |
| 2-6-2016   | Скоп'є                   | Північна Македонія   | 1 – 3              | Іран              | товариський матч                        | -    |              |
| 1-9-2016   | Тегеран                  | Іран                 | 2 – 0              | Катар             | Відбір до ЧС 2018                       | -    |              |
| 6-10-2016  | Ташкент                  | Узбекистан           | 0 – 1              | Іран              | Відбір до ЧС 2018                       | -    |              |
| 11-10-2016 | Тегеран                  | Іран                 | 1 – 0              | Південна Корея    | Відбір до ЧС 2018                       | -    |              |
| 23-3-2017  | Доха                     | Катар                | 0 – 1              | Іран              | Відбір до ЧС 2018                       | -    | кап.         |
| 4-6-2017   | Подгориця                | Чорногорія           | 1 – 2              | Іран              | товариський матч                        | -    | 38'          |
| 31-8-2017  | Сеул                     | Південна Корея       | 0 – 0              | Іран              | Відбір до ЧС 2018                       | -    |              |
| 5-9-2017   | Тегеран                  | Іран                 | 2 – 2              | Сирія             | Відбір до ЧС 2018                       | -    | 47'          |
| 5-10-2017  | Тегеран                  | Іран                 | 2 – 0              | Того              | товариський матч                        | -    | кап. 46'     |
| 10-10-2017 | Казань                   | Росія                | 1 – 1              | Іран              | товариський матч                        | -    |              |
| 13-11-2017 | Неймеген                 | Венесуела            | 0 – 1              | Іран              | товариський матч                        | -    | кап.         |
| 23-3-2018  | Радес                    | Туніс                | 1 – 0              | Іран              | товариський матч                        | -    |              |
| 27-3-2018  | Грац                     | Іран                 | 2 – 1              | Алжир             | товариський матч                        | -    | кап.         |
| 18-5-2018  | Тегеран                  | Іран                 | 1 – 0              | Узбекистан        | товариський матч                        | -    | кап. 59'     |
| 28-5-2018  | Грац                     | Туреччина            | 2 – 1              | Іран              | товариський матч                        | -    | 58'          |
| 8-6-2018   | Москва                   | Іран                 | 1 – 0              | Литва             | товариський матч                        | -    | 46'          |
| 15-6-2018  | Санкт-Петербург          | Марокко              | 0 – 1              | Іран              | ЧС 2018 - 1-й етап                      | -    |              |
| 20-6-2018  | Казань                   | Іран                 | 0 – 1              | Іспанія           | ЧС 2018 - 1-й етап                      | -    | кап. 69'     |
| 25-6-2018  | Саранськ                 | Іран                 | 1 – 1              | Португалія        | ЧС 2018 - 1-й етап                      | -    | кап. 52' 56' |
| 16-10-2018 | Тегеран                  | Іран                 | 2 – 1              | Болівія           | товариський матч                        | -    | кап.         |
| 15-11-2018 | Тегеран                  | Іран                 | 1 – 0              | Тринідад і Тобаго | товариський матч                        | -    |              |
| Усього     |                          | Матчів (7 місце)     | 99                 |                   | Голів                                   | 6    |              |

## Досягнення
«Сепахан»
- Фіналіст Ліги чемпіонів АФК: 2007

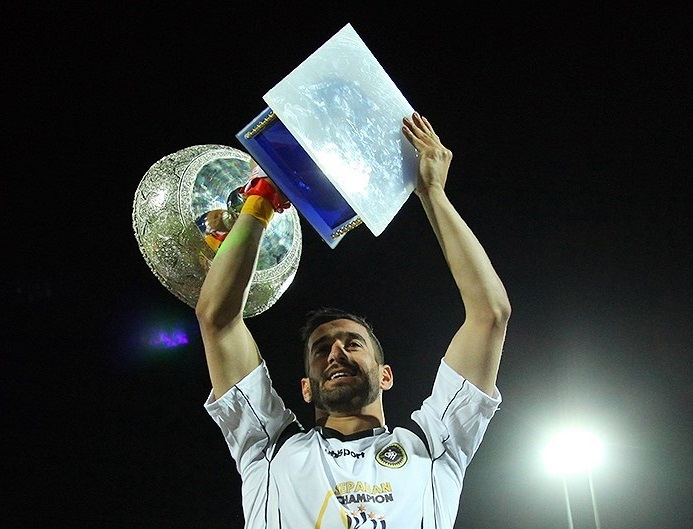
Ехсан Хаджсафі святкує перемогу у чемпіонаті Ірану сезону 2014/15.

- Чемпіон Ірану (3): 2009/10, 2010/11, 2014/15
- Володар Кубка Хазфі (2): 2006/07, 2012/13

«Трактор Сазі»
- Срібний призер чемпіонату Ірану: 2011/12
- Володар Кубка Хазфі (1): 2019/20

АЕК
- Чемпіон Греції: 2022/23
- Володар кубка Греції: 2022/23

Збірна Ірану
- Переможець чемпіонату Федерації футболу Західної Азії: 2008

### Індивідуальні
- Найкращий молодий гравець чемпіонату Ірану: 2007/08
- Найкращий асистенти  чемпіонату Ірану: 2009/10 (13), 2011/12 (11), 2016/17 (8)
- У символічній збірній чемпіонату Ірану: 2011/12, 2016/17